# Николо-Дебри
Николо-Дебри — упразднённый населённый пункт (погост) в Вязниковском районе Владимирской области России.

## География
Урочище находится в северо-восточной части области, в зоне хвойно-широколиственных лесов, в пределах Волжско-Окского междуречья, к западу от автодороги 17Н-134, на расстоянии 28 километров (по прямой) к северо-западу от города Вязники, административного центра района.

### Климат
Климат характеризуется как умеренно континентальный. Средняя температура воздуха самого холодного месяца (января) — −11,1 °C (абсолютный минимум — −48 °С), средняя максимальная температура воздуха (июля) — +23,3 °С (абсолютный максимум — +37 °С). Годовое количество атмосферных осадков составляет около 607 мм, из которых 413 мм выпадает в период с апреля по октябрь.

## История
В «Списке населенных мест Владимирской губернии по сведениям 1859 года» населённый пункт упомянут как погост Дебри Вязниковского уезда, расположенный в 36 верстах от уездного города. Насчитывалось 4 двора и проживало 23 человека (10 мужчин и 13 женщин).
По состоянию на 1905 год, в Дебринском погосте имелось 4 двора и проживало 15 человек. В административном отношении погост входил в состав Сарыевской волости.
По данным 1926 года в Дебрях имелось 5 крестьянских хозяйства и проживало 20 человек (11 мужчин и 9 женщин). Являлся частью Осинковского сельсовета Сарыевской волости.

## Никольский храм
На погосте действовала православная церковь во имя Николая Чудотворца, которая упоминается уже в источниках 1628 года. В 1815—1825 годах вместо старой деревянной церкви был построен новый двухпрестольный каменный храм. В 1898 году к приходу храма относилось 655 человек, проживавших в 11 окрестных селениях. При церкви функционировала церковно-приходская школа.